# 伸展定則
在物理學裏，伸展定則闡明，如果將一個物體的任何一點，平行地沿著一支直軸作任意大小的位移，則此物體對此軸的轉動慣量不變。
我們可以想像，將一個物體，平行於直軸地，往兩端拉開。在物體伸展的同時，保持物體任何一點離直軸的垂直距離不變，則伸展定則闡明此物體對此軸的轉動慣量
不變。
伸展定則、垂直軸定理、平行軸定理，這些工具都可以用來求得許多不同形狀的物體的轉動慣量。

## 實例

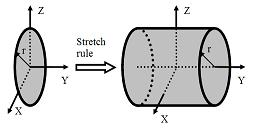
圓板伸展為實心圓柱

如圖右，圓板對於 Y-軸的轉動慣量 {\displaystyle I_{Y}\,\!} 是 {\displaystyle {\frac {1}{2}}mr^{2}\,\!} 。將圓板沿 Y-軸伸展成實心圓柱，其對於 Y-軸的轉動慣量 {\displaystyle I_{Y}\,\!} 仍舊是 {\displaystyle {\frac {1}{2}}mr^{2}\,\!} 。

## 參閱
轉動慣量列表